# Bőrharisnya
A Bőrharisnya (eredeti címén The Pioneers) James Fenimore Cooper regénye, a Bőrharisnya-sorozat negyedik része.

## Történet
|  | Alább a cselekmény részletei következnek! |

Marmaduke Temple bíró (felesége halála miatt) hazatér vadonatúj családi házába, amit a nagyképű unokaöccse, Richard épített.
Temple bíróval tart a lánya is, Elizabeth, aki egy leányotthonban volt mindeddig. És hogy mi köze van mindennek Bőrharisnyához, azaz Natty Bumppóhoz? Csupán annyi, hogy ő 40 évig élt a Templeton melletti erdőben. Közben összeismerkedett Indián Johnnal, akit ő úgy becéz: "Csingacsguk" (delavár nyelven azt jelenti: Nagy Kígyó). A könyv vége felé leég az erdő, és Nagy Kígyó meghal. A történet végén Natty még egyszer megnézi az indián sírját, mikor odaér az újdonsült házaspár, Oliver és Elizabeth. Elbúcsúzkodnak, és Natty elhagyja hazáját...
|  | Itt a vége a cselekmény részletezésének! |

## Fontosabb szereplők

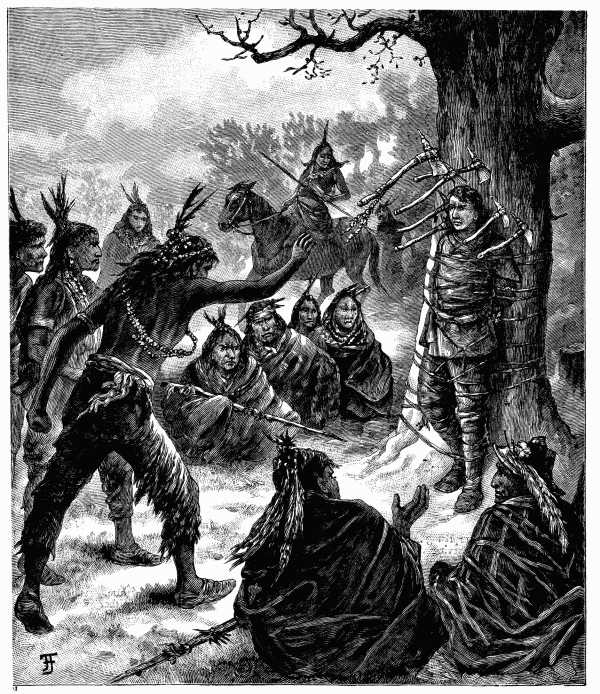
Bőrharisnya az indiánok fogságában

- Natty Bumppo - Bőrharisnya, 40 évig élt az erdőben.
- Indián John - Csingacsguk, Natty barátja.
- Oliver Edwards - egy fiatal vadász, Bőrharisnya kunyhójában él Indián Johnnal és Nattyvel.
- Marmaduke Temple - Templeton bírója.
- Elizabeth Temple - a bíró lánya.
- Richard - a bíró beképzelt unokaöccse.
- Monsieur Leqoui - vegyeskereskedést vezet Templetonban, Franciaországból menekült Amerikába.

## A műről
A rokonszenves jellemű, felejthetetlen Natty Bumppo, aki Cooper minden indiánregényében más-más néven szerepel, ebben a könyvben a Bőrharisnya nevet viseli. Ez sorrendben a negyedik Cooper öt világhírű indiánregénye közt, melyet örömmel olvas az egész világ ifjúsága. Érdekes megemlíteni, hogy Cooper indiánsorozatából 1823-ban ez a kötet jelent meg elsőnek. A regény egyik hősében, Marmaduke Temple bíróban Cooper a saját édesapját rajzolja meg, akinek élete sok rokon vonást mutat a regényalak történetével. A Bőrharisnya cselekménye 1793-94-ben játszódik, a modern Amerika kialakulásának első idejében. Natty Bumppo és indián barátja, Csingacsguk a múltba révedező öreg szemével nézi a körülöttük kavargó eseményeket és a sok változást, melybe nehezen tud belenyugodni. Ha nincs is mindig igazuk, életük a barátságnak, a hűségnek, a természet szeretetének és az egyszerű ember egyenes gondolkodásának szépségét hirdeti.